# Манске, Магнус
Генрих Магнус Манске (родился 24 мая 1974 года в Кёльне, Германия) — старший научный сотрудник в институте Сенгера в Кембридже и разработчик одной из первых версий MediaWiki.

## Биография
Магнус Манске изучал биохимию в Кёльнском университете и окончил его в 2006 году доктором философии; его диссертацией был инструмент для молекулярной биологии с открытым исходным кодом GENtle.
Манске работает в институте Сенгера с 2007 года, но продолжает разрабатывать инструменты для Википедии и Викиданных.
В 2012 году был соавтором статьи, опубликованной в Nature, на тему борьбы с малярией.
Помимо этой статьи, был автором или соавтором других статей.

## MediaWiki
Будучи студентом, был одним из первых, кто сделал вклад и активно участвовал в Нупедии, предшественнике Википедии. Но из-за её ограничений разработал PHP-замену Perl-викидвижка UseModWiki, которая была названа Phase II, а позже усовершенствована Ли Дэниелом Крокером и переименована в MediaWiki.
В версии Магнуса Манске появились пространства имён и спецстраницы (включая список наблюдения и вклад участника).

## Награды
25 января 2002 года, когда английская Википедия перешла на Phase II, был провозглашён днём Магнуса Манске.
Признан создателем первой статьи в немецкой Википедии Полимеразная цепная реакция, написанной в мае 2001 года.
В 2010 году Магнус Манске был признан одним из основных разработчиков MediaWiki и удостоен премии STUG Award.
А в 2014 году получил награду Wikipedia:WikiEule в категории UrEule за вклад в развитие Википедии.